# Cantonul Saint-Hilaire
Cantonul Saint-Hilaire este un canton din arondismentul Limoux, departamentul Aude, regiunea Languedoc-Roussillon, Franța.

## Comune
- Belcastel-et-Buc
- Caunette-sur-Lauquet
- Clermont-sur-Lauquet
- Gardie
- Greffeil
- Ladern-sur-Lauquet
- Pomas
- Saint-Hilaire (reședință)
- Saint-Polycarpe
- Verzeille
- Villardebelle
- Villar-Saint-Anselme
- Villebazy
- Villefloure